# منطق کوانتومی
منطق کوانتومی در فیزیک ریاضی و مکانیک کوانتومی به مجموعهٔ قواعد و دستورهایی گفته می‌شود، که به هنگام استدلال پیرامون گزاره‌های در بر دارندهٔ اصول مربوط به نظریه کوانتومی کاربرد پیدا می‌کنند.
بر خلاف منطق گزاره ای، در منطق کوانتومی خاصیت توزیع پذیری 
```
(p ∧ (r ∨ q)  =  (p ∧ q) ∨ (p ∧ r
```

یک اصل نیست.
برای مثال گزاره‌های p ,q و r  را در نظر بگیرید:

تکانش ذره در بازه [۰/۱۷ و ۰] است = p
```
Δρ = ۰/۱۷  <=
```

مکان ذره در بازه [۱ و ۱-] است = q
```
 Δq = ۲  <=
```

مکان ذره در بازه [۳ و ۱] است = r
```
 Δr = ۲  <=
 Δx = Δq + Δr = ۴  <=
```

اینجا با در نظر گرفتن مقدار ثابت پلانک برابر ۱ (در یک سیستم واحد فرضی) و اصل عدم قطعیت حاصل از آن (ΔxΔρ ≥ ۰/۵) برای جمله (p ∧ (r ∨ q داریم ۰/۵ ≤ ΔxΔρ = ۴ × ۰/۱۷ = ۰/۶۸ 
که نتیجه می‌دهد:   درست =  (p ∧ (r ∨ q 
در حالی که برای جمله(p ∧ q) ∨ (p ∧ r) داریم
```
 p ∧ q = نادرست   <=   ۰/۳۴ = ۰/۱۷ × ۲ = ΔqΔρ 
 p ∧ r = نادرست   <=   ۰/۳۴ = ۰/۱۷ × ۲ = ΔqΔρ 
```

که نتیجه می‌دهد:   نادرست = (p ∧ q) ∨ (p ∧ r)

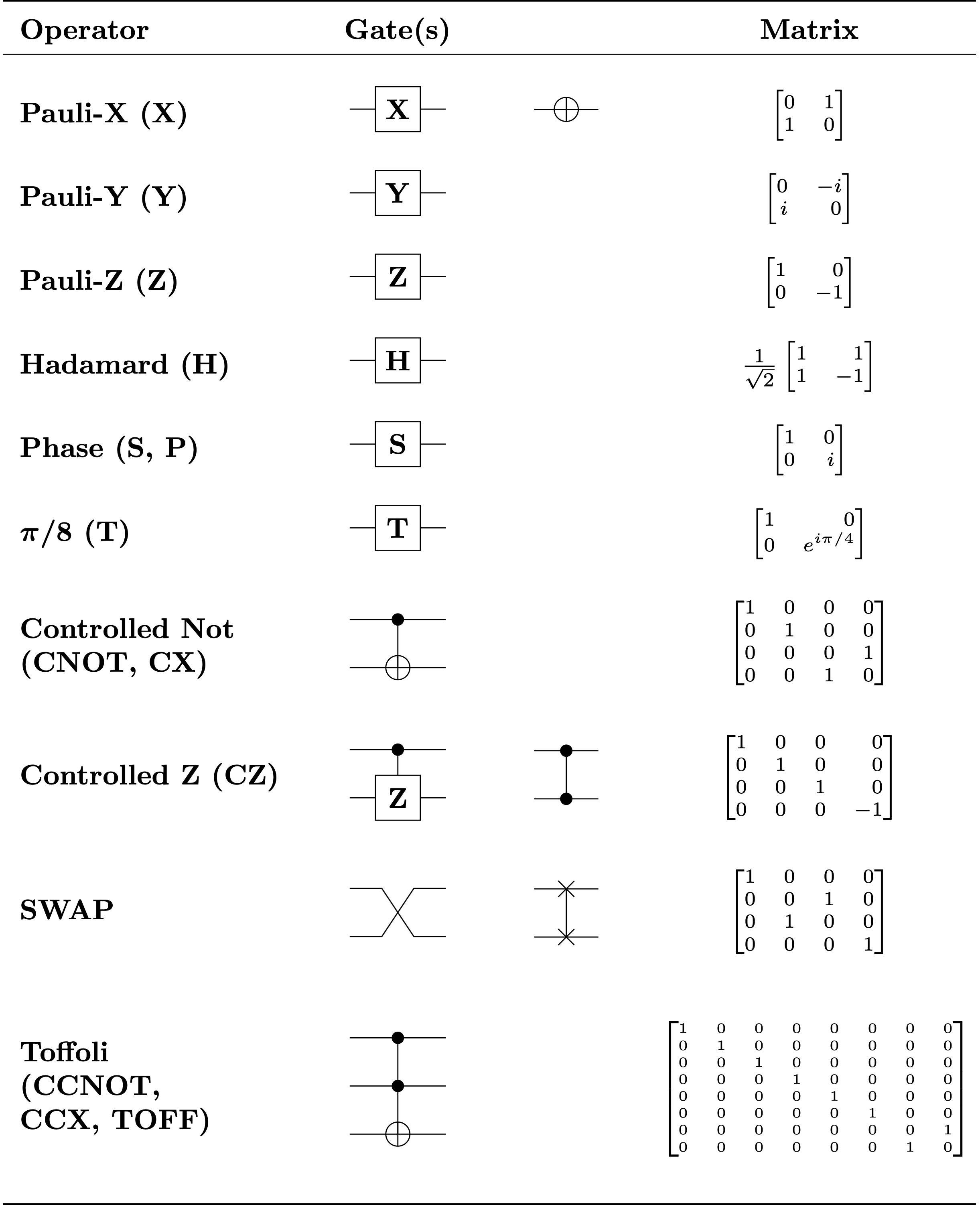
نمایی از گیت‌های منطق کوانتومی متداول با نام (مخفف)، فرم(های) مدار و ماتریس‌های واحد مربوطه